# 紋章学

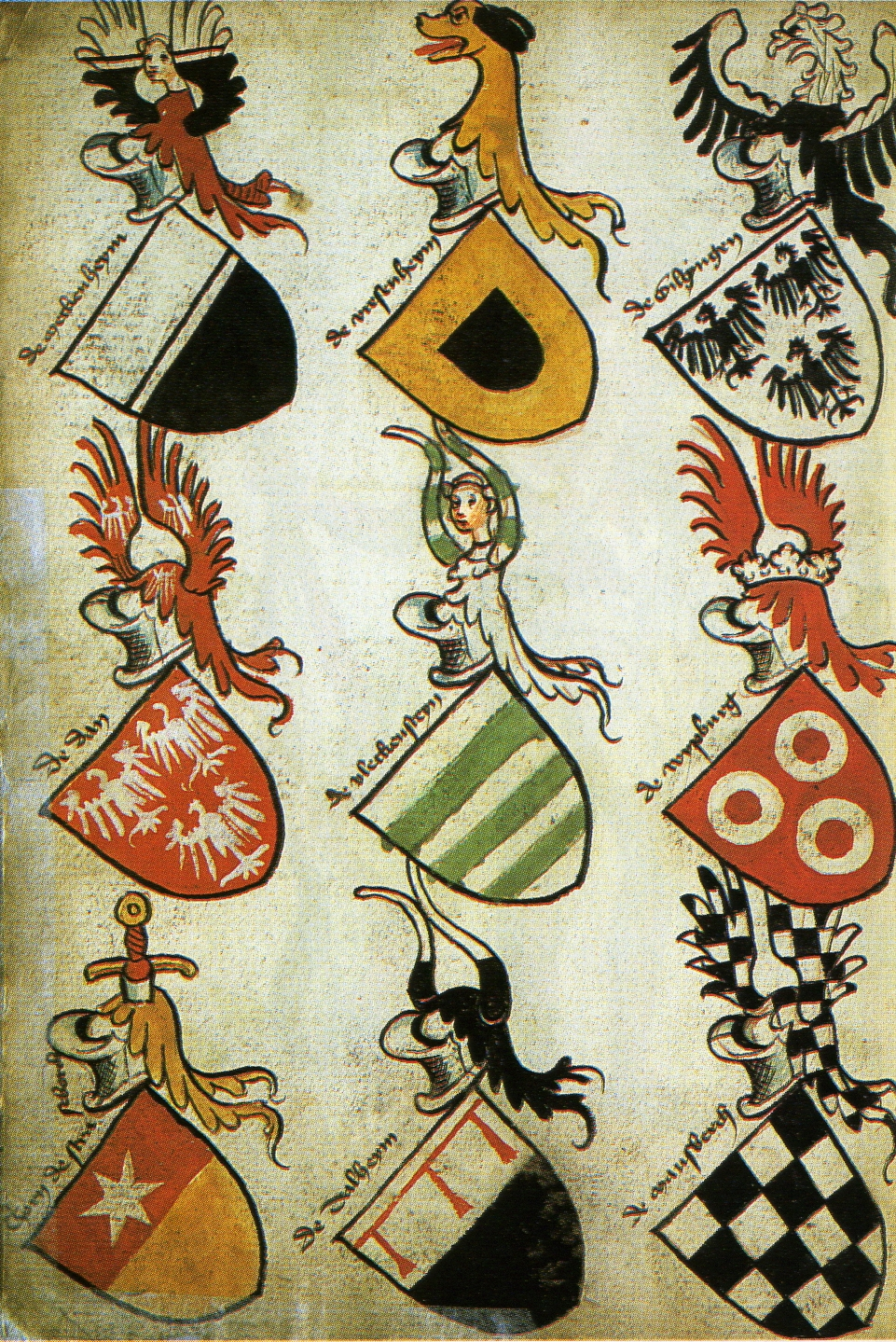
15世紀後期に作られたドイツの Hyghalmen Roll

紋章学（もんしょうがく、仏: héraldique、独: Heraldik、 英: heraldry）とは、中世ヨーロッパ以来貴族社会において用いられてきた、氏族・団体・地方の紋章の意匠考案や紋章記述を行う慣習であり、また、この紋章を様々な共通点又は相違点から整理・分類することによって体系化し、そこからその意義や由来を研究する学問である。
「ヘラルドリー (Heraldry) 」という英単語には、日本では「紋章学」などの言葉が訳語にあてられることが多い。しかしheraldryの概念は本来学問にとどまるものではない。一般的には、紋章官 (officers of arms) の職務と責任にまつわるさまざまな事案をさすし、最も広く捉えるなら、コート・オブ・アームズ及びヘラルディック・バッジ (Heraldic badge) の意匠・図案を考案、表示、記述、記録する人の営みである。この概念は「歴史速記術 (the shorthand of history) 」とか「歴史の庭をふちどる花壇 (the floral border in the garden of history) 」など、さまざまに形容されてきた。
本項は「紋章学」を項目名とするものの、学問にとどまらず、ヘラルドリーのさまざまな側面を記述する。そのため、客観的な研究の主題としてのヘラルドリーを「学問としての紋章学」と呼び、人の営為としてのヘラルドリーを「慣習としての紋章学」と呼ぶ。

## 2つの側面

### 慣習

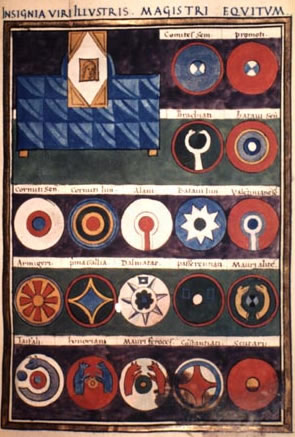
『ノティティア・ディグニタートゥム』の1ページ。

慣習としての紋章学の起源は、戦闘に参加している者の顔が鉄鋼製の兜で隠れている際に個人を識別する必要性にあった。今日用いられている紋章の記述体系は、紋章官の手によって芸術の黎明期から発達してきたものである。この記述体系には、エスカッシャン（シールド）、クレスト及び存在するならばサポーター、モットーその他のしるしの説明が含まれている。これらの原則を理解することは、紋章学を適切に実践するにあたっての重要な鍵のうちの1つになる。国ごとに原則は若干異なるが、それぞれの支配権の及ぶ範囲で持ち越される面がある。
慣習としての紋章学はおよそ900歳を迎えるが、いまだに活用され続けている。ヨーロッパをはじめとして世界中の多くの都市と町では、現代でも紋章をそのシンボルとして使用している。個人の紋章も法的に保護され、合法的なものとして扱われており、世界中で使われ続けている。現代でもイギリス（イングランド、スコットランド）及びカナダでは紋章院を置いており、管轄地域の紋章の管理や新たな紋章の授与を行っている。
近代に至り、紋章の原則の体系は、学問としての紋章学に発展した。

### 学問
学問としての紋章学は、紋章から得られる知見により、貴族や王族などの支配階級の系図を明らかにする。また各国の紋章の類似性などからノルマン・コンクエストをはじめとする他民族への侵略や大航海時代以降の植民地支配などを含めた国家間の歴史的なつながりなどを明らかにすることが可能である。この点では歴史学にも通じる。大きなくくりでは文学に分類され、イギリスのオックスフォード大学などでは紋章学を修めると文学修士 (Master of Arts, MA) の学位が与えられる。
紋章は個人を特定するものであると同時に、その個人が属する家系を示すものである。紋章を体系化することによって、その紋章、その家系、その個人にまつわる歴史を知ることができる。また、その土地を支配していた権力者の紋章の全部、又は一部が現在の州、郡、市などの地方の紋章にも取り入れられていることから、その地方の歴史的な成り立ちの一端や地域独特の共通点から紋章学的ローカルルールを知ることもできる。特定のクラブ、軍隊、大学などがその出自や歴史、パトロンなどを反映させた紋章を持つ場合もあるが、これらもすべて紋章学に基づく体系に沿って作られている。

## 起源と歴史
古代の戦士は、しばしば彼らの盾を紋様と神話をモチーフとする絵で飾った。彼らの顔が兜に隠れているときには、これらのシンボルは戦士を特定するのに役立った。ローマ帝国の軍隊の部隊は、彼らの盾にある特徴的な模様によって識別された。これらは中世と現代における紋章の概念のように個人又は家族でなく、部隊と関係していたためである。

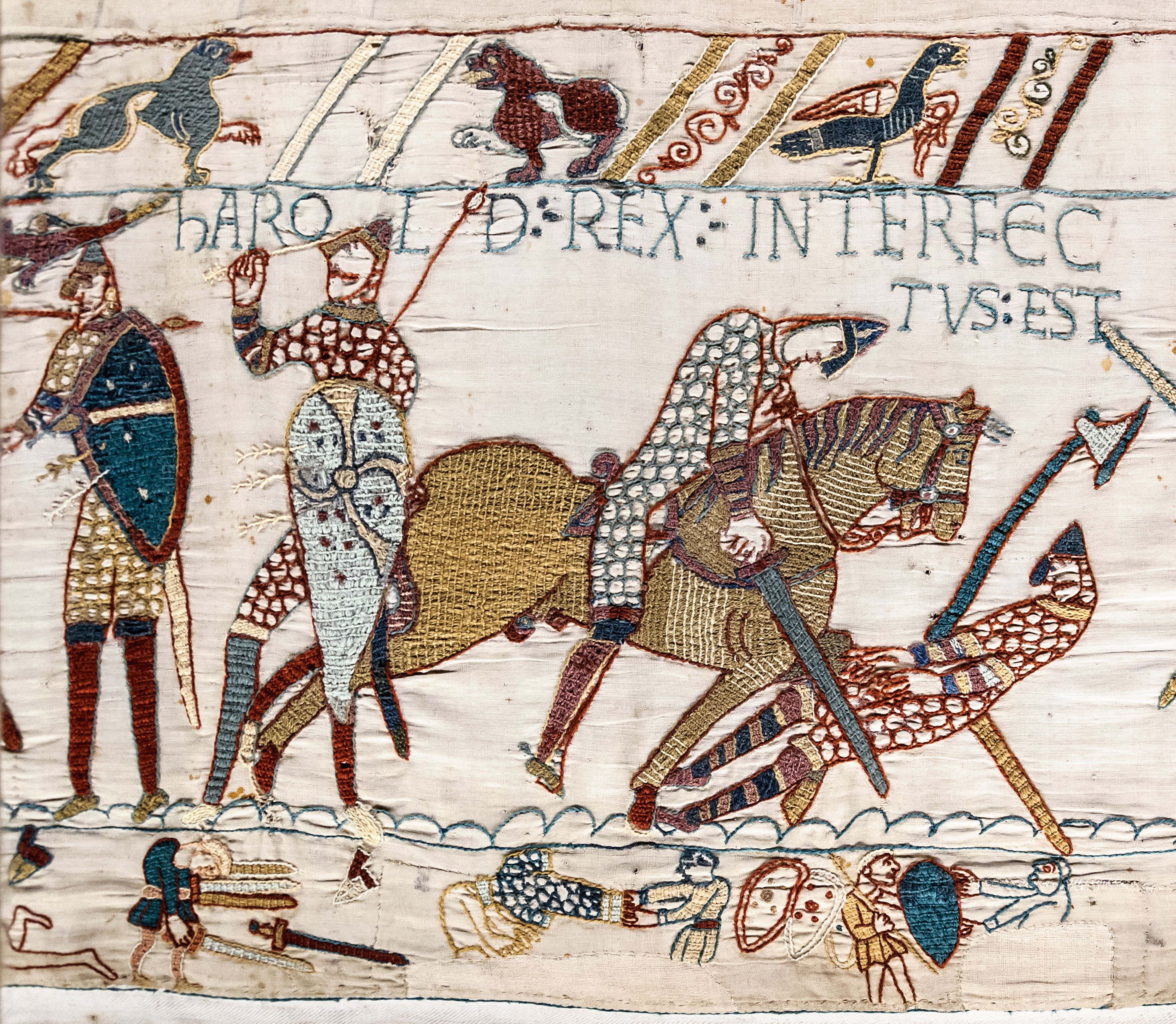
バイユーのタペストリーの一部。3人の兵士がまだ紋章が体系化される前の紋様を描いたシールドを持っている

イングランドのノルマン・コンクエストの時点では、現代のものに近い紋章学はまだ展開されてはいなかった。バイユーのタペストリーの騎士は盾を持っているが、世襲で継承される紋章の体系はなかったように見える。近代の紋章体系の始まりはきちんとしたものであったが、12世紀中頃までは標準的なものにはなっていなかった。この時までに、紋章はヨーロッパの全域で大郷士（騎士の次に位した紋章を用いる権利がある者）の子に受け継がれていた。1135年から1155年に、イングランド、フランス、ドイツ、スペイン及びイタリアでシールが紋章図案として採用されていくのが見られる。イングランドでは、長男とそれ以外の男子を区別するためにケイデンシーを用いる習慣が発祥し、15世紀に紋章官ジョン・ライセ (John Writhe) によって制度化、標準化された。
中世後期からルネサンス期では、紋章学は非常に発達した規律になり、紋章官によって管理された。その後、馬上槍試合での使用も廃れてしまったため、紋章は別の用途で視覚的に個人を特定するために用いられるようになり、文書の封蝋に押され、代々の墓に刻まれ、地元の旗として掲揚されるなど、一般に広く用いられ続けた。紋章法律学の最初の著書は、パドヴァ大学法科教授であったバートラス・デ・サクソフェラート (Bartolus de Saxoferrato) によって1350年代に書かれた、De Insigniis et Armiis である。
紋章を用いる慣習の始まりの頃から、紋章は紙、木版、刺繍、琺瑯（ほうろう）、石細工及びステンドグラスといった多種多様な媒体で描かれた。これらのすべては素早く識別する目的で、紋章学は7つの基本的な色だけを定め、フィールドに対するチャージの正確な大きさや配置で明快な区別をするというわけではない。紋章とそのアクセサリーは、紋章記述（ブレイゾン）と呼ばれている簡潔な隠語（ジャーゴン）で記述される。紋章のこの専門的な説明は、紋章の特定の描写において、たとえどんな芸術的な解釈がなされるかもしれなくても、厳守されなければならない標準である。
紋章の各々の要素が何らかの特定の意味を持つという論には根拠がない。初代の大郷士が特定の意味をチャージに求めたかもしれないが、これらの意味が必ずしも代々引き継がれて保持されるというわけではない。紋章にその保持者の名前をもじった明らかな洒落でも取り入れない限り、チャージにこめられた意味を後から見つけるのは困難である。
軍事技術と戦術の変化はプレートアーマーを時代遅れなものにし、紋章学はその本来の機能から分離されるようになっていった。これは、絵の中に存在するだけだった「紙紋章」の発展をもたらし、デザインとシールドは、明快さを代価としてより精巧になった。飾りけのない類像的な紋章に対する20世紀のテイストは、初期の紋章学の単純なスタイルを再び当世風のものにした。

## 紋章の構成要素
エスカッシャン
フィールド
サポーター
モットー (スコットランド)
クレスト
リース
マント
ヘルメット
クラウン/コロネット
コンパートメント
チャージ
オーディナリー
モットー
画像ファイル（環境により文字がずれることもあります）

紋章は右図のようなエスカッシャン（Escutcheon、盾）、ヘルメット（Helmet、兜）、クレスト（Crest、兜飾り）、マント (Mantling)、リース (Wreath)、サポーター（Supporter、盾持ち）、モットー（Motto、一般的には巻物に示された座右の銘や家訓のようなもの。ラテン語で書くのが一般的）、冠、騎士団章（勲章）等の構成要素からなる。紋章で重要なのは盾とそこに描かれる模様で、コート・オブ・アームズと呼ぶ。それ以外の要素は装飾要素であり、描かれないこともある。すべての装飾要素を記述したものをアチーブメント(Achievement)という。日本ではコート・オブ・アームズを小紋章、アチーブメントを大紋章、一部の装飾（大抵はヘルメットとクレスト）のみ描かれた紋章を中紋章と呼ぶことがある。
紋章は中世の騎士の盾に描かれた識別用紋様から来ており、戦場に出ない女性の場合、盾型ではなく菱形の要素（ロズンジ（Lozenge））を使い、クレスト等も違った形式の帽子等装飾品になるのがオーソドックスであったが、近代では騎士のイメージは形式のみになっており、男女同権の意識も高まったため、特に区別しないこともある。

## 紋章の原則

### シールドとロズンジ
現代の紋章学の主な中心は、大紋章 (armorial achievement) 又は紋章 (coat of arms) である。紋章の中心要素は、エスカッシャンである.。一般に、紋章の中で用いられるシールドの形は特別な意味を持たない。紋章芸術で使用される盾形の流行はだいたい数世紀にわたって変化した。特定のシールド形が紋章記述の中で指定されることもある。これらはほとんど常にヌナブットの紋章と旧ボプタツワナ共和国のような非ヨーロッパの背景で起こり、ノースダコタ州がさらに変わった例として挙げられ、コネティカット州もロココ調のシールドを指定する。
女性は戦場に赴かなかったので、伝統的に彼女らはシールドを使わなかった。その代わりに、彼女らの紋章は、その鋭角のうちの1つで立っているロズンジと呼ばれる菱形に示された。一部の紋章院が例外を設けることがあるが、これは世界の多くで有効であり続ける。カナダでは、女性に対するシールド上に紋章を持てないという規制は撤廃された。非戦闘員の聖職者は、自らの紋章のためにカルトゥーシュやオーバルと同様にロズンジも利用した。

### ティンクチャー

ティンクチャーとペトラ・サンクタの手法による紋様の対応

紋章は戦場で遠くからでも識別できるように限定された色で表現される。紋章学における色のことをティンクチャー (tinctures) といい、大きく分けて金属色 (Metals) 、原色 (Colours)、毛皮模様 (Furs) の3つの種類がある。金属色にはオーア（金色）とアージェント（銀色）の2色、原色にはアジュール（青色）、ギュールズ（赤色）、パーピュア（紫色）、ヴァート（緑色）、セーブル（黒）の5色、毛皮模様にはアーミン（シロテン）、ヴェア（リス）の2色ある。毛皮模様は2色の原色のティンクチャーを用いて表現するが、紋章学上は1色として扱われる。基本はこの9色であるが、時代が下ると地域により原色のティンクチャーにはいくつか色が付け加えられていることがある。
エングレービングのような古典的な印刷手法で真っ黒に塗りつぶすことが困難である場合や、硬貨の刻印のように着色できない場合があるため、それぞれの色を白黒で、しかも点と線だけで表現できる別の模様に置き換える様々な手法が考案された。もっとも広く用いられているのが「ペトラ・サンクタの手法 (System of Petra Sancta) 」と呼ばれる方法であり、それぞれのティンクチャーを次のように表す。アーミンとヴェアは、用いられているティンクチャーに従って、それぞれの原色と同様の方法で表現する。
- オーア：点
- アージェント：無地
- アジュール：横縞
- ギュールズ：縦縞
- パーピュア：右上から左下への斜縞
- ヴァート：左上から右下への斜縞
- セーブル：格子縞

### チャージ

#### オーディナリー

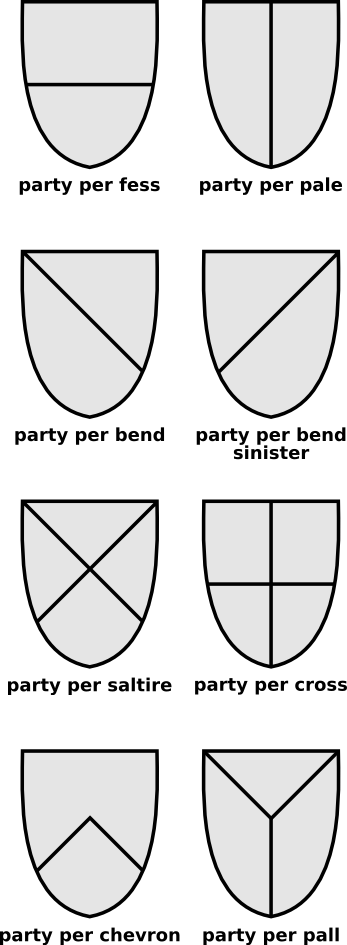
領域の塗分け

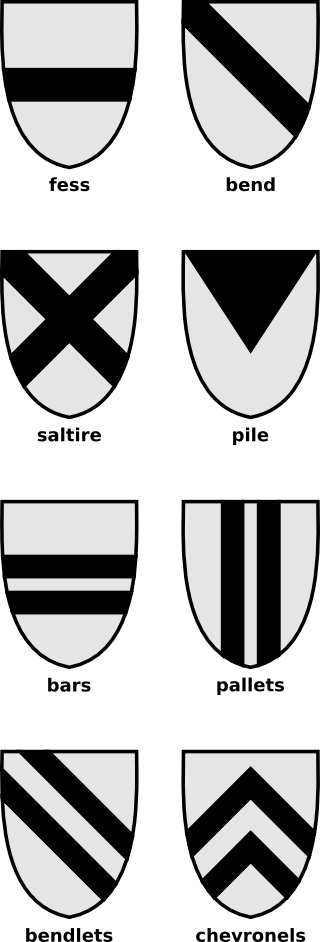
幾何学模様

シールドの基本的なデザインとして右図の様な色の塗分けと幾何学模様がある。これに動物、植物、十字架などの具象図形が組み合わされることもある。また、紋章が受け継がれるうちに、他の家の継承に伴いその紋章を中に組み込むようになり、領域を半分や四分割して各紋章を配置することが行われた（マーシャリング）。

#### 具象図形

##### 動物
- 獅子 - 勇壮さを求められるであろう紋章において獅子の絵柄は好まれる象徴のひとつであり、古くから用いられているものである。著名な紋章のひとつであるイギリス王室の紋章においては一貫して獅子が用いられている。
- 鷲 - 好んで用いられる象徴のひとつである。ローマ皇帝の象徴であり、その系譜を受け継ぐとする東ローマ皇帝、神聖ローマ皇帝、ハプスブルク家、ナポレオンの他、系統は違うがアメリカ合衆国の国章などにも使用されている。

##### 花
- フルール・ド・リス - 「百合の花」の意であり、アイリスの花を模したものと考えられている。花のチャージの中でももっとも頻繁に見られるものの一つである。